# South Union (Caroline du Sud)
South Union est une census-designated place située dans le comté d'Oconee, dans l’État de Caroline du Sud, aux États-Unis. Lors du recensement de 2020, elle comptait 341 habitants.